# Issam El Adoua
Issam El Adoua (Casablanca, 9 december 1986) is een Marokkaanse profvoetballer die als defensieve middenvelder speelt voor Al Dhafra SCC.

## Carrière
El Adoua's carrière begon bij Wydad Casablanca waar hij verdediger speelde. Hij speelde reeds voor RC Lens, FC Nantes, Al-Qadisiya en Chongqing Lifan.